# Nicky Romero
Nick Rotteveel' (phát âm tiếng Hà Lan: [nɪk rɔtəveːl]; sinh ngày 6 tháng 1 năm 1989), được biết đến với tên chuyên nghiệp là Nicky Romero, là một nhạc sĩ người Hà Lan, DJ, nhà sản xuất thu âm và nhà hòa âm từ Amerongen, tỉnh Utrecht. [1] Anh đã làm việc với và nhận được sự hỗ trợ từ các DJ, như Tiësto, Fedde le Grand, Sander van Doorn, David Guetta, Calvin Harris, Armand van Helden, Avicii và Hardwell. [3] Anh hiện đang đứng ở vị trí 37 trong cuộc bình chọn Top 100 DJ hàng năm của DJ Mag. [4] Anh được biết đến với bản hit Toulouse.

## Thời niên thiếu
Nick sinh ra và lớn lên ở Amerogen, Hà Lan. Sau đó, anh đến Kingston, Ontario, Canada một năm, rồi trở lại Hà Lan để kết thúc học kì cuối cùng của mình bên Pháp.